# Cassina Pertusella
Cassina Pertusella, o più brevemente Pertusella (Pertusella in dialetto locale, AFI: [pertyˈzɛla]), è uno dei due nuclei che formano il comune di Caronno Pertusella in provincia di Varese, popolata da circa 2.000 abitanti, e posta a sudest del centro abitato, verso Cesate. I suoi abitanti sono chiamati perseghini.

## Storia
Fu un antico comune del Milanese che cambiò più volte i suoi riferimenti amministrativi. Con regio decreto di Vittorio Emanuele II del 24 febbraio 1869 fu soppresso ed aggregato coi suoi 415 abitanti al comune di Caronno Milanese il quale successivamente prese il nome di Caronno Pertusella nel 1940. La fusione aveva comunque un preciso fondamento storico, avendo da sempre i due paesi condiviso la parrocchia (attualmente sono invece presenti due parrocchie distinte, una a Pertusella e una a Caronno).
In estate si tiene la festa dei rioni, in data diversa rispetto a quella di Caronno. A Pertusella i rioni sono quattro: blu, verde, rosso e giallo.